# Sitra Ahra
Sitra Ahra è il quattordicesimo album in studio dei Therion. L'album è stato pubblicato in Europa il 17 settembre 2010.

## Il disco
L'album risulta essere più vicino allo stile di Sirius B e Lemuria (2004) che non del precedente Gothic Kabbalah (2007).
Infatti è presente un maggior influsso sinfonico e un uso più ampio di coro e orchestra. A differenza del precedente album, questo disco non è un concept album. Infatti ogni canzone ha una propria identità e non è collegata alle altre.

## Tracce
1. Introduction / Sitra Ahra - 05:24
2. Kings of Edom - 08:51
3. Unguentum Sabbati - 05:10
4. Land of Canaan - 10:32
5. Hellequin - 05:18
6. 2012 - 04:16
7. Cú Chulainn - 04:16
8. Kali Yuga Part 3 - 03:41
9. The Shells Are Open - 03:44
10. Din - 02:37
11. After the Inquisition: Children of the Stone[1] - 07:22

## Formazione

### Gruppo
- Christofer Johnsson - chitarra
- Johan Koleberg - batteria
- Nalley Pählsson - basso
- Christian Vidal - chitarra solista
- Thomas Vikström - voce

### Altri musicisti
- Waldemar Sorychta - chitarra ritmica, armonica a bocca, chitarra solista
- Lori Lewis - primo soprano
- Snowy Shaw - voce